# Apple Watch Series 3
El Apple Watch Series 3 corresponde al modelo de tercera generación del Apple Watch. Fue lanzado el 22 de septiembre del 2017

## Visión general
La característica principal es la conectividad LTE, ofrece comunicación de voz y datos y Apple Music. El reloj viene con una tarjeta SIM electrónica y comparte el mismo número móvil del iPhone.

## Hardware
El Apple Watch Serie 3 tiene un núcleo dual Apple S3, un procesador 70% más rápido que el Apple S2 y habilita las respuestas de voz de Siri. El dispositivo tiene una corona digital roja mientras que la versión normal tiene una corona digital sencilla. Tiene un chip NFC el cual puede ser utilizado para realizar pagos con Apple Pay. Tiene una batería de hasta 18 horas de duración.[cita requerida]

## Software
El Apple Watch Serie 3 funciona con watchOS 4 y su actual version es WatchOS 8.8.1, el cual tiene una aplicación de ritmo cardíaco actualizada, una aplicación workout, así como dato de dos maneras sincronización con GymKit-integrado cardio equipamiento de forma física de compañías como Forma física de Vida, Technogym, Cybex, Schwinn, SEÑORA Artrix, Maestro de Peldaño y Estrella Trac.

## Requisitos
El Apple Watch serie 3 (GPS) requiere un iPhone 6s o posterior con iOS 14 o posterior. El Apple Watch Serie 3 (GPS + Celular) requiere un iPhone 6s o posterior con iOS 14 y un pais compatible con la compatibilidad celular.